# Pierre Clemens (artiste)
Pour les articles homonymes, voir Pierre Clemens et Clemens.
Pierre Clemens né à Bruxelles le 6 juillet 1970 est un artiste visuel et compositeur belge.

## Biographie
Après avoir fait très tôt le choix d'une voie artistique, Pierre Clemens dessinera dès l'adolescence avant d'entamer des études à l'Académie des Beaux-Arts de Bruxelles (Atelier de dessin 1992-1996) Parallèlement à sa formation, il s'intéresse à la vidéo et réalise une série d'œuvres via ce médium.
En 1995, durant un séjour étudiant Erasmus à l'école des Beaux-Arts d'Athènes, en Grèce, il découvre au hasard des rues, une série de plans d'architectures datant des années 1950-1960 et qui partaient au rebut. Elles deviendront pour lui, une source de recherches intenses sous forme de palimpseste lié au thème du paysage en tant qu'objet de pensée et vecteur d'expérimentations. Cette recherche, toujours en cours, a été résumée dans un ouvrage qui reprend 25 ans de disciplines artistiques.

## Expositions
Sa première exposition personnelle a lieu à Bruxelles en 1996 (Maison de l'art actuel des Chartreux - MAAC) suivie d'autres expositions en Belgique et à l'étranger : Centre Georges Pompidou, Paris France 1994, Créer d'après la ville ; Free Space, NICC, Anvers Belgique 1999 ; Galerie B-312, Montréal Canada 2000 ; Videoformes 2009, Clermond-Ferrand, France ; Last day of magic, Biennale de Venise Official Off, Italie, 2009 ; Aperture, GNF Gallery, Bruxelles, Belgique 2019 ; etc.
Parallèlement à ses activités artistiques, il a été assistant à La Cambre ENSAV en Dessin modèle vivant de 2005 à 2011.
En 2000, il est récompensé du Prix artistique international de la Ville de Tournai, Belgique.

## Musique
Outre sa pratique artistique visuelle, il entreprend depuis plusieurs années, un travail de composition de musique électroacoustique et sort en 2008 son premier album consacré à ses expérimentations sonores. Il édite depuis régulièrement des albums ou pièces sonores seules, sur son label Lisala (Bruxelles).
En 2015, il participe au festival Kinokophonography organisé par le Centre d'art The Whitworth, de l'Université de Manchester, Royaume-Uni. En 2021 et 2022, sa musique est jouée durant le festival Audio Rocket, organisé par le département Musicologie de l'Université des Art d'Osaka au Japon.

## Éditions / Catalogues
- Centre Georges Pompidou «Créez d’après la Ville[2]». Catalogue. Introduction par François Barré, président du centre et René Barberye. Caisse d’Epargne Edition, Paris (p.41) 1994. À l'occasion de l'exposition thématique "La ville - Art et architecture en Europe 1870-1993[13]".
- Améthystes de Thijl (n°2), dessin publié dans «Le Vide» à propos d'Henri Michaux, Mars. 1996
- Argus Magazine «Pierre Clemens, l’espèce d’espace» par Daniel Delville, Bruxelles, Décembre, n°3, 2 pages. 1996.
- «De la matrice à la liberté[14]» (p. 20 and 21). Couleurs, 36 pages. Bruxelles 2000.
- Argos. Bruxelles. Information Days 2000. Catalogue.
- Catalogue TeleNICC "1 minute project" p.37. Centre Bruxelles 2000 (Bruxelles, Ville européenne de la culture 2000)
- Cahier n°44[4], plaquette publiée par la galerie B-312 Montréal Canada, 2 pages, Introduction par Georges Meurant. Juin. 2000.
- 129 artistes belges[15] par Patricia Mathieu. Edition Belka Itinerance. 2016.
- Pierre Clemens, Landscape in process, Some works 1995-2020[1] Lisala édition. 2021. 354 pages. Couleur.
- _SCAPE Lexicon - 7.280 possible landscapes[16] par Pierre Clemens. Lisala édition. 2021. 100 pages. n&b.

## Articles
- Article de Claude Lorent dans La Libre Belgique. À propos de « Pierre Clemens » exposition, Maison de l’Art Actuel. 1997.
- TV Brussels - 30 minutes d’Art contemporains, Interview, septembre 1999.

- Le Courrier de l'Escaut "Prix artistique de la Ville (Tournai)" par M.V. 2000.
- Nord Eclair (FR) Article "Prix 2000 de la Ville de Tournai" (Prix Internationale Pierre Clemens)
- La Libre Belgique. "Prix 2000 de la Ville de Tournai" par Claude Lorent. 2000.
- Montreal Mirror "Little Landscape" par Sholem Krishtalka. À propos de l'exposition à la galerie B-312, 2000.

- GPOA, Interviewer par Françoise Mortier avec Stephan Balleux, Yves Bernard, Pierre Clemens, Michel Cleempoel, Nicolas Maleve et Philippe Seynave. Edité par la GPOA. 2001
- La Libre Belgique. "Réel et virtuel au filtre de l'informatique[17]" par Claude Lorent (12/10/2001) à propos de l'exposition à la GPOA. 2001
- Le Soir "Corps à cœur avec l'infini" par Dominique Legrand. À propos de l'exposition à la GPOA (11/10/2001)
- Art Partners Center Anita Nardon "Le numérique". Octobre 2001" À propos de l'exposition à la GPOA. 2001
- TéléMoustique, Mosquito. "Le numérique : nouveau médium de l'art ?" par Sébastien Ministru (04/09/2001) 2001
- Arts Antiques Auctions n°325. "Le numérique : nouveau médium de l'art, évolution, révolution ?" par W.T. 2001
- L'éventail Magazine " Évolution ou révolution ? L'art numérique en question " par Christophe Dosogne. About the GPOA exhibition. P.60. 2001

- Vers l’Avenir « Un clavier comme pinceau » par Olivier Deheneffe, à propos de l'exposition Pierre Clemens à la Galerie Détour, Namur, Belgique. 2004
- Steps Magazine «Pierre Clemens» par Christine Pinchart à propos de l'exposition de Pierre Clemens à la Galerie Détour, Namur, Belgique. 2004
- La Libre Belgique «Fléché[18]» par Claude Lorent, à propos de l'exposition personnelle de Pierre Clemens à la Galerie Détour, Namur, Belgique. 2004

- Citation dans La Libre Culture - Claude Lorent. À propos de la Biennale de Venise "L'humain en valeur recherchée[6]" 2009

- La Libre Belgique "Souffles contrastés, dérisoires et subtils[19]" Article de Roger Pierre Turine. « Synapses » Galerie Nadine Feront, du 27/03 au 05/04/2014. P. 4 & 5 – Arts Libre – Supplément de la Libre Belgique N°224 – Semaine du 21 au 27 mars 2014.
- EtherReal - Page focus[20] sur le travail sonore de Pierre Clemens. 1 page. 2014

- MUinTheCity Magazine "Atelier d'artiste : Pierre Clemens[21]" Photos de Patricia Mathieu. Mai. 2015

## Radio
- RTBF Radio La Première - Interview[22] par la journaliste Christine Pinchart pour le magazine radio «Systoles» à propos de l'exposition personnelle de Pierre Clemens à la Galerie Détour Namur. Janvier (14 min) 2004
- RTBF La Première (Radio-Télévision belge) Interviewé par Thierry Genicot dans " Le monde invisible " à propos de WalkingVoice TV project & Filip Francis exhibition (Black Box Gallery / Guy Ledune)